# Storsvedtjärnen, Dalarna
Storsvedtjärnen är en sjö i Malung-Sälens kommun i Dalarna och ingår i Dalälvens huvudavrinningsområde.